# Arthur Boka
Arthur Étienne Boka (* 2. April 1983 in Abidjan) ist ein ehemaliger ivorischer Fußballspieler. Von 2006 bis 2014 spielte er für den VfB Stuttgart, mit dem er 2007 die deutsche Meisterschaft gewann.
Er war Stammspieler in der Nationalmannschaft seines Heimatlandes und wurde auch bei den Afrikameisterschaften 2006, 2008, 2010, 2012 sowie den Fußball-Weltmeisterschaften 2006, 2010 und 2014 eingesetzt.
Aufgrund seiner Spielweise wird Arthur Boka gerne als der „afrikanische Roberto Carlos“ bezeichnet.

## Karriere

### Verein
Arthur Boka begann seine Karriere in der ivorischen Fußballschule von ASEC Mimosas. 2002 wechselte er nach Belgien zum KSK Beveren und 2004 – zunächst auf Leihbasis – zu Racing Straßburg in die erste französische Liga.
Am 31. August 2006 wechselte er in die Bundesliga zum VfB Stuttgart. Für den VfB Stuttgart bestritt er bis zum Ende der Saison 2009/10 68 Bundesligaspiele und erzielte dabei ein Tor. 2007 wurde er mit dem VfB Deutscher Fußballmeister. Am 14. Januar 2009 verlängerte Boka seinen Vertrag beim VfB vorzeitig bis Juni 2012.
Am 30. Mai 2012 unterzeichnete Arthur Boka einen neuen Vertrag, der ihn zunächst bis Juni 2013 an den VfB Stuttgart band und sich nach dem Erreichen einer festgelegten Anzahl von Pflichtspieleinsätzen in der Saison 2012/13 automatisch um ein weiteres Jahr verlängerte. Nachdem der VfB Stuttgart erklärt hatte, seinen Vertrag nicht zu verlängern, verkündete Boka am 27. April 2014 seinen Wechsel zum spanischen Verein FC Málaga. Im Juli 2016 gab der FC Sion die Verpflichtung von Boka bekannt. Sein Vertrag wurde per 18. Februar 2017 aufgelöst.

### Nationalmannschaft
Sein Debüt in der Nationalmannschaft hatte er am 31. März 2004 gegen Tunesien. Bei der WM 2006 in Deutschland kam er zum Einsatz und hatte Anteil beim 3:2 gegen Serbien und Montenegro. Dennoch schied die Elfenbeinküste aus. Auch bei der Fußball-Weltmeisterschaft 2010 kam er für seine Mannschaft einmal zum Einsatz und scheiterte mit der Elfenbeinküste erneut in der Vorrunde.

## Privates
Boka war von August 2010 bis Juni 2011 mit dem deutschen Model Gina-Lisa Lohfink liiert. Er lebte während seines Stuttgarter Engagements in Stuttgart-Zuffenhausen und später in Pleidelsheim (Landkreis Ludwigsburg).

## Erfolge
VfB Stuttgart
- Deutscher Meister: 2007

Nationalmannschaft

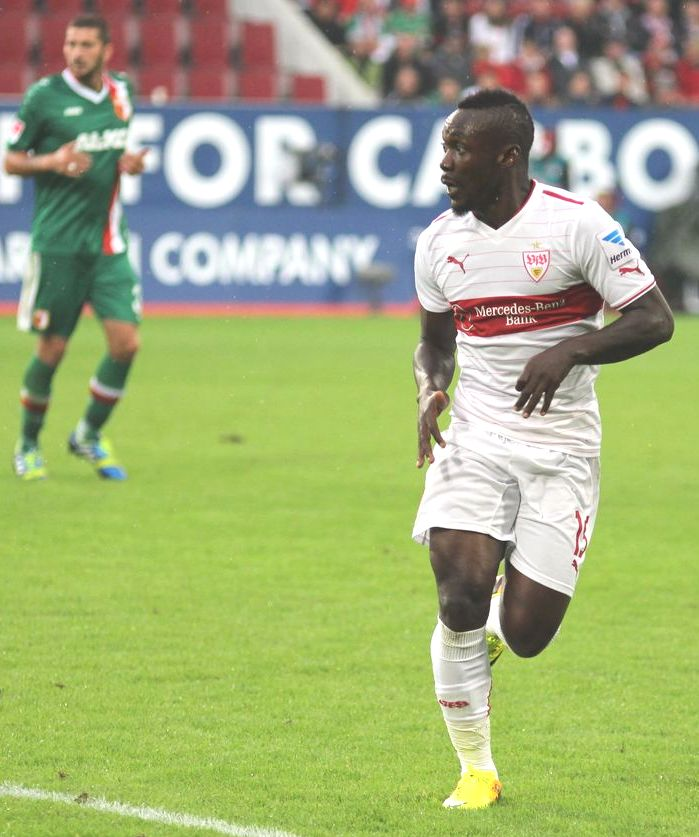
Arthur Boka beim Spiel FC Augsburg gegen VfB Stuttgart am 25. August 2013

- Afrikameisterschaft: 2. Platz 2006 und 2012 mit der Elfenbeinküste